# BOYS (SOPHIAのアルバム)
『BOYS』（ボーイズ）は、日本のロックバンドSOPHIAの1枚目のアルバム（ミニ・アルバム）。

## 概要
- 本作品は1995年10月2日にトイズファクトリーよりリリースされた。全6曲収録。
- SOPHIAのメジャーデビューアイテムである。
- シングルでデビューせず、ミニ・アルバムでのデビューを選んだのは「SOPHIAはずっと前から始まっている。まずはここまでの曲をリリースしたい。」という意向を汲んだものである。
- 1ヵ月後リリースのミニ・アルバム『GIRLS』とはペアとなるアイテムである。
- 初回盤はピクチャーレーベル仕様・ミニ写真集付き。
- 初回盤には本作と『GIRLS』の両作品初回盤購入者を対象とした、『Believe 〜Live version〜』（非売品8cmCD）の全員プレゼント応募券がついていた。

## 収録曲
| 全作詞: 松岡充。 |                           |           |        |      |
| #                | タイトル                  | 作詞      | 作曲   | 時間 |
| 1.               | 「SE」                    | 松岡充    |        | 0:32 |
| 2.               | 「Kissing blue memories」 | 松岡充    | 都啓一 | 3:02 |
| 3.               | 「Secret Lover's Night」  | 松岡充    | 松岡充 | 4:54 |
| 4.               | 「Never say good-bye」    | 松岡充    | 松岡充 | 4:55 |
| 5.               | 「last song」             | 松岡充    | 都啓一 | 5:05 |
| 6.               | 「Like forever」          | 松岡充    | 都啓一 | 6:32 |
| 合計時間:        | 合計時間:                 | 合計時間: | 25:03  |      |